# Palazzo delle Imprese Fondiarie

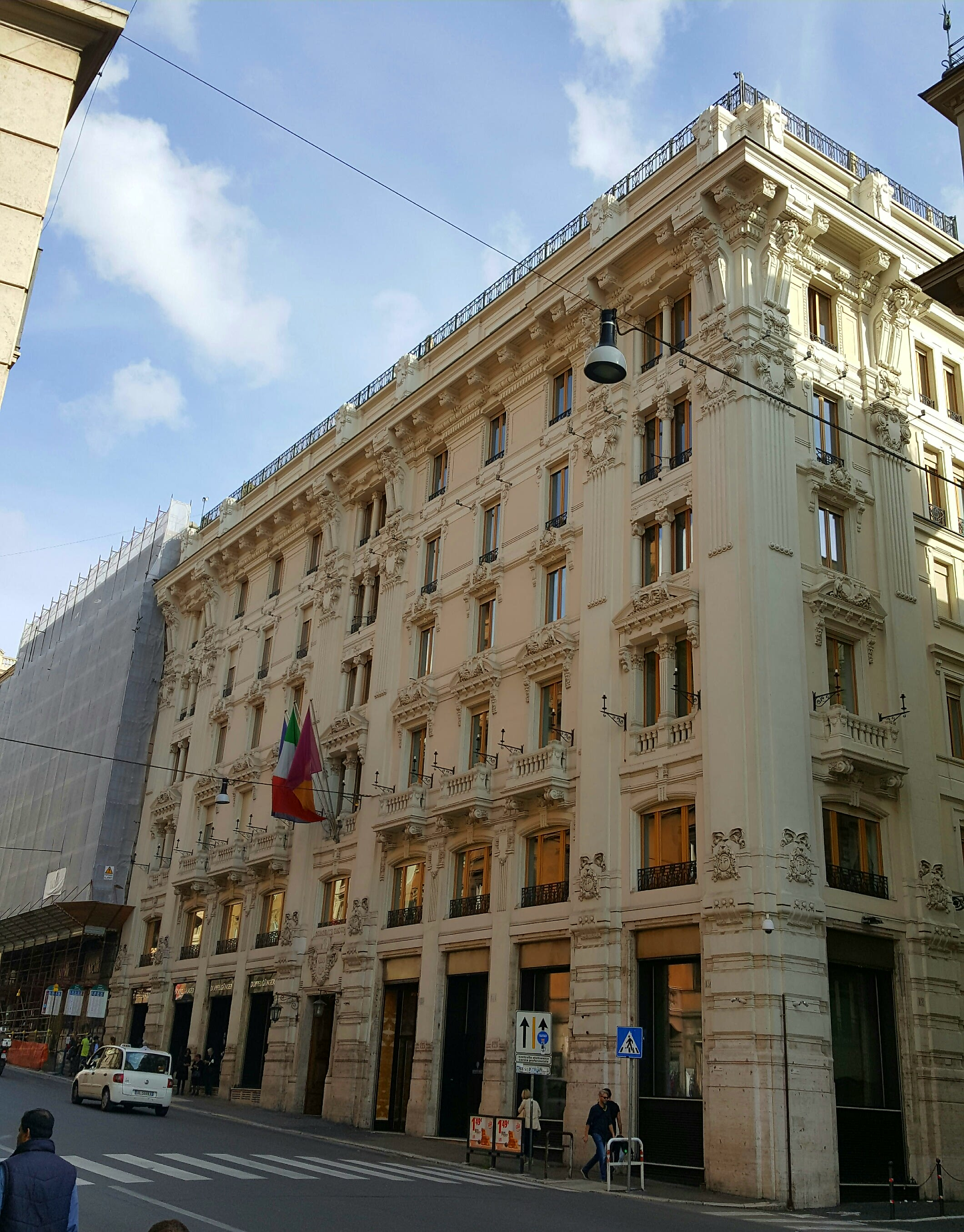
Vista do palácio na Via del Tritone

Palazzo delle Imprese Fondiarie ou Palazzo del Tritone é um palácio moderno localizado no número 132 da Via del Tritone, no rione Trevi de Roma, e que abriga a sede do Sorgente Group.

## História
O edifício está localizado no trecho da Via del Tritone perto da Piazza Barberini, num quarteirão delimitado pela própria praça, pela via, pela Via del Boccaccio e a Via degli Avignonesi. A construção, terminada em 1910, foi resultado das obras de abertura da moderna Via del Tritone, realizadas entre 1885 e 1925, durante as transformações urbanas em Roma para adequá-la às suas novas funções como capital do Reino da Itália. O palácio em si é constituído de uma estrutura principal com oito pisos ao longo da via e mais uma outra, secundária, paralela à Via degli Avignonesi, mais baixo e menos regular.
Estilisticamente, o palácio deve ser considerado um edifício de transição: tradicional na imposição, acaba sendo moderno nas proporções que exaltam os elementos verticais. Decorações classicistas e elementos decorativos típicos do academicismo do final do século XIX se mesclam com outras mais estilizadas, geométricas e florais de estilo art nouveau.

## Descrição

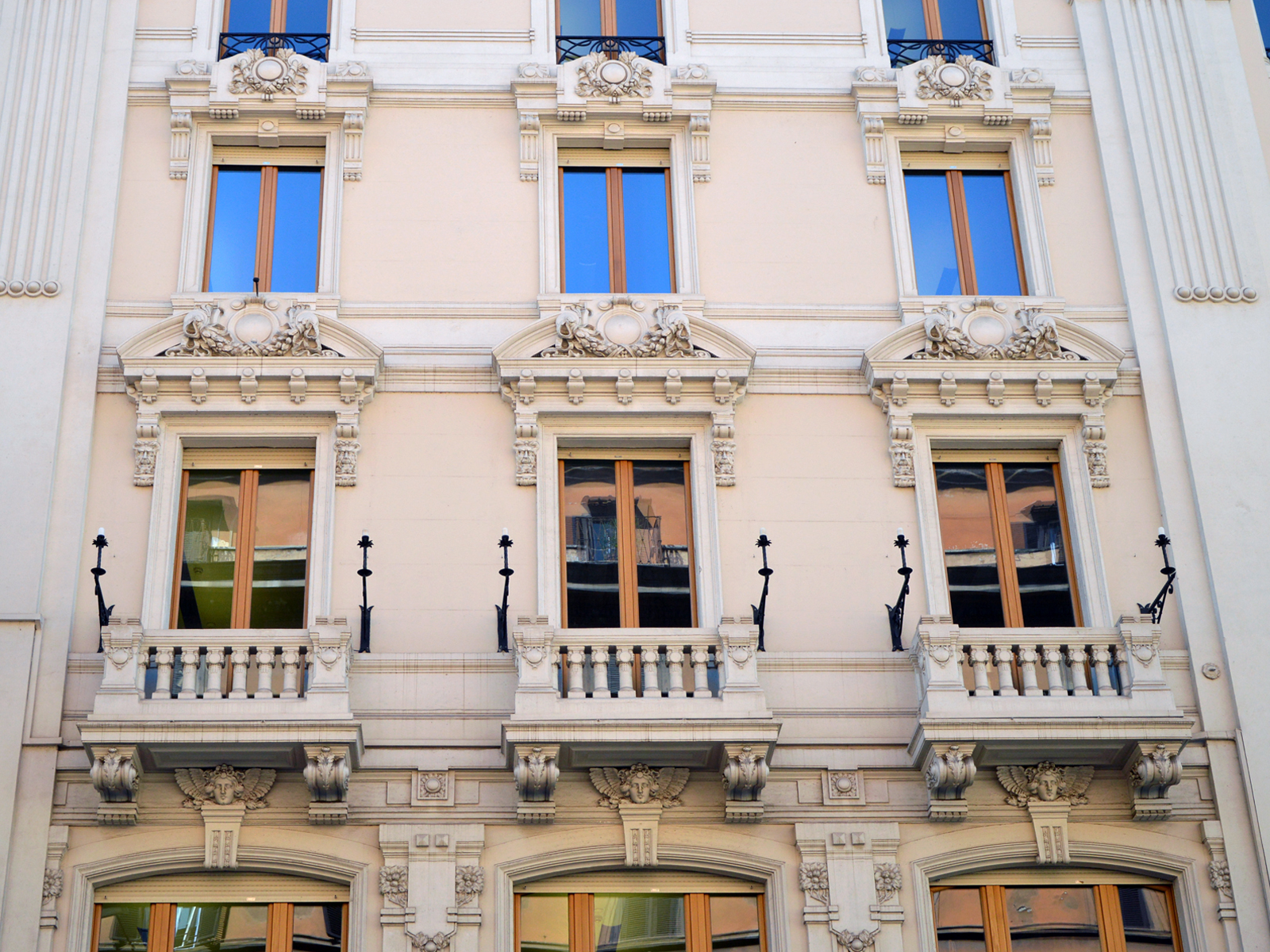
Detalhe das janelas

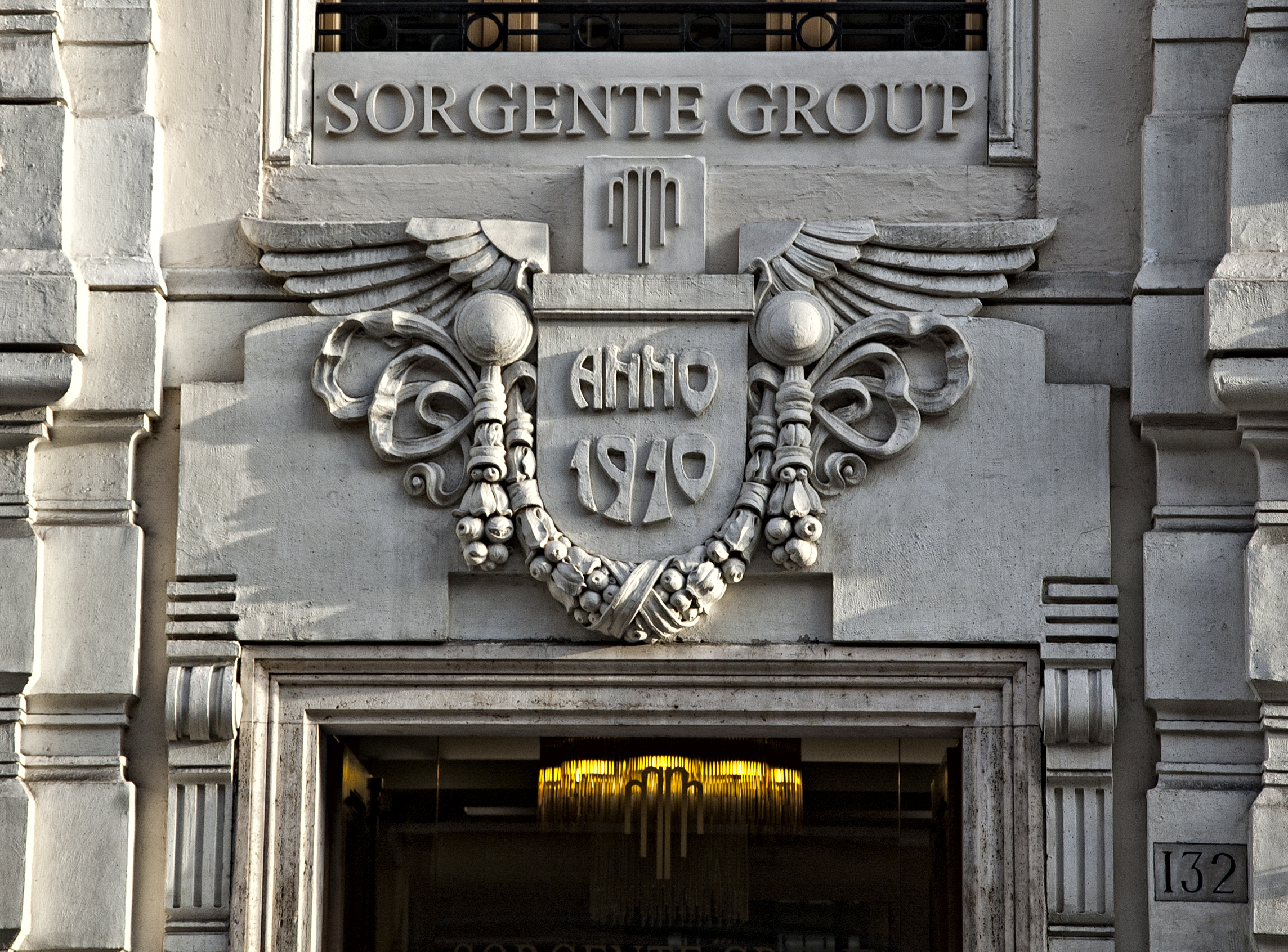
Detalhe

A fachada na Via del Tritone é simétrica, marcada por uma ordem gigante. Se o lambril em travertino rusticado sobre o qual se assentam as pilastras remetem a soluções tradicionais, estão presentes por toda parte detalhes com motivos vegetais e geométricos de clara inspiração art nouveau. Como em muitos palácios de uso comercial, os vãos dos dois primeiros andares, conectados enfaticamente por uma segunda ordem gigante ao piso térreo, são quase inteiramente vazados pelas vitrines do térreo e pelas grandes janelas do primeiro andar.
As colunas terminam em capitéis com volutas e escudos com motivos florais em cujas bases estão medalhões com a sigla da empresa que encomendou o prédio (S.I.F.I.), ornados com festões e flocos de neve. Os três pisos superiores, divididos pelas pilastras, decrescem na quantidade de decorações em relevo conforme a altura. Nas duas janelas laterais e na central estão bíforas, modernas nas linhas principais e recobertas por elementos decorativos clássicos, encimadas por tímpanos no segundo piso e arquitraves nos dois outros. Os grupos de três janelas monóforas no segundo piso são caracterizados por pequenas varandas e cornijas encimadas por tímpanos quebrados por festões. O entablamento da ordem principal é constituído por uma arquitrave que corre entre o quarto e o quinto piso, no local onde estão as colunas, estão grandes mísulas com volutas em relevo. O friso ocupa todo o quinto piso: a continuidade é sugerida pelas janelas bíforas e monóforas em reboco alternadas. Coroando a fachada está o beiral, decorado com dentículos, óvolos e mísulas, e sobre o qual está o parapeito do ático.
A mesma solução de de fachada se repete, apenas numa outra orientação, na estreita fachada na Via del Boccaccio. A fachada posterior, que não conta com o aparato decorativo da fachada principal, parece decisivamente ser mais moderna: seu lambril em travertino e rusticado em reboco com uma cornija marcapiano impõe uma ordem gigante muito estilizada e as cornijas nas janelas são extremamente simplificadas. Nesta fachada e na outra fachada lateral se conservam ainda o sistema de obscurecimento original com persianas e grades nas varandas.